# Liste der Biografien/Delm
Liste der Biografien |
Portal Biografien |
Personensuche
# |
A |
B |
C |
D |
E |
F |
G |
H |
I |
J |
K |
L |
M |
N |
O |
P |
Q |
R |
S |
T |
U |
V |
W |
X |
Y |
Z |
?
 
Da |
Db |
Dc |
Dd |
De |
Dg |
Dh |
Di |
Dj |
Dk |
Dl |
Dm |
Dn |
Do |
Dq |
Dr |
Ds |
Du |
Dv |
Dw |
Dy |
Dz
 
De A |
De B |
De C |
De D |
De E |
De F |
De G |
De H |
De J |
De K |
De L |
De M |
De N |
De P |
De Q |
De R |
De S |
De T |
De V |
De W |
De Y |
De Z 

Dea |
Deb |
Dec |
Ded |
Dee |
Def |
Deg |
Deh |
Dei |
Dej |
Dek |
Del |
Dem |
Den |
Deo |
Dep |
Deq |
Der |
Des |
Det |
Deu |
Dev |
Dew |
Dex |
Dey |
Dez
 
Dela |
Delb |
Delc |
Deld |
Dele |
Delf |
Delg |
Delh |
Deli |
Delj |
Delk |
Dell |
Delm |
Deln |
Delo |
Delp |
Delr |
Dels |
Delt |
Delu |
Delv |
Delw |
Dely |
Delz
Die Liste der Biografien führt alle Personen auf, die in der deutschsprachigen Wikipedia einen Artikel haben. Dieses ist eine Teilliste mit 28 Einträgen von Personen, deren Namen mit den Buchstaben „Delm“ beginnt.

## Delm

### Delma
- Delmar, Alexandre (* 1975), französischer Schriftsteller
- Delmar, Axel (1867–1929), deutscher Schauspieler, Regisseur und Bühnenautor
- Delmar, Elaine (* 1939), britische Jazzsängerin und Schauspielerin
- Delmar, Eugene (1841–1909), US-amerikanischer Schachmeister
- Delmar, Ferdinand Moritz (1781–1858), preußischer Bankier und Hoffaktor
- Delmar, Viña (1903–1990), US-amerikanische Schriftstellerin und Drehbuchautorin
- Delmare, Fred (1922–2009), deutscher Schauspieler und Hörspielsprecher
- Delmas, Antoine Guillaume (1768–1813), französischer General
- Delmas, Emmanuel (* 1954), französischer Geistlicher, römisch-katholischer Bischof von Angers
- Delmas, Hartmut (1941–2014), Hamburger Universitätsdozent und Sozial- und Hochschulpolitiker
- Delmas, Louis (* 1987), US-amerikanischer American-Football-Spieler
- Delmas, Marc (1885–1931), französischer Komponist
- Đelmaš, Miloš (* 1960), jugoslawischer Fußballspieler
- Delmastro, Delmo (* 1936), argentinischer Radrennfahrer

### Delme
- Delmedigo, Elia ben Moses Abba (1460–1497), jüdischer Religionsphilosoph
- Delmedigo, Joseph Salomo (1591–1655), jüdischer Mathematiker und Astronom
- Delmee, Jeroen (* 1973), niederländischer Hockeyspieler
- Delmer, Célestin (1907–1996), französischer Fußballspieler
- Delmer, Frederick Sefton (1864–1931), australischer Anglist
- Delmer, Sefton (1904–1979), britischer JournalistSefton Delmer (1904–1979)

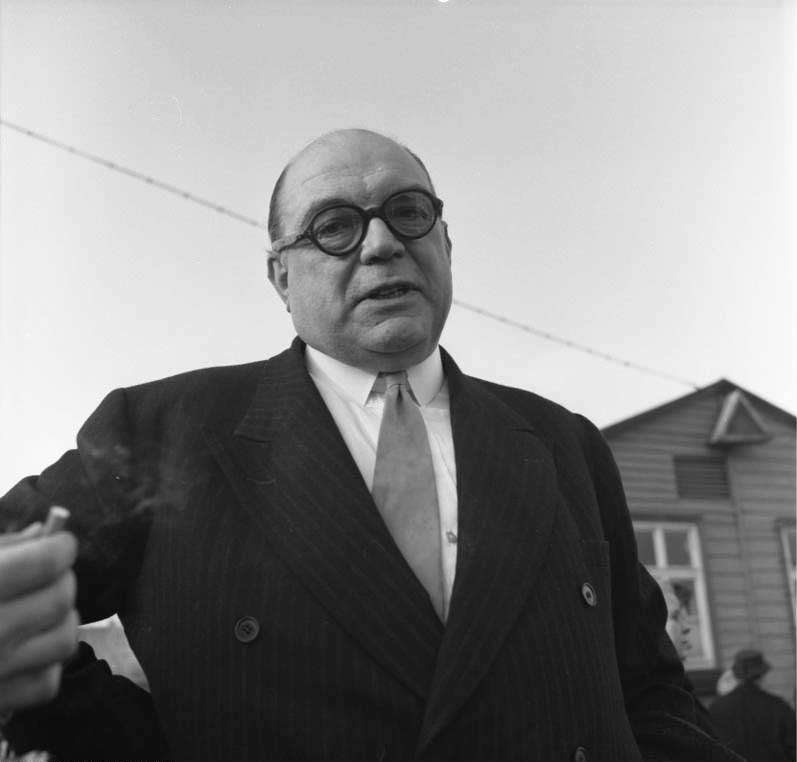
Sefton Delmer (1904–1979)

- Delmes, Werner (1930–2022), deutscher Hockeyspieler

### Delmo
- Delmont, Édouard (1883–1955), französischer Filmschauspieler
- Delmont, Joseph (1873–1935), österreichischer Filmregisseur und Schriftsteller
- Delmonte, Deodaat (1582–1644), flämischer Architekt, Ingenieur, Astronom und Maler
- Delmore, Andy (* 1976), kanadischer Eishockeyspieler und -trainer
- Delmotte, Hans (1917–1945), belgischer Mediziner und SS-Führer im KZ Auschwitz
- Delmotte, Henri Philibert Joseph (1822–1884), belgischer Bühnendichter

### Delmu
- Delmuyle, Henri (1916–1994), belgischer Radrennfahrer